# Štefan Uher
Štefan Uher (ur. 4 lipca 1930, zm. 29 marca 1993) – słowacki reżyser filmowy, jeden z założycieli Czechosłowackiej Nowej Fali.

## Życiorys
W 1955 ukończył FAMU (Wydział Filmowy i Telewizyjny Akademii Sztuk Scenicznych) w Pradze. Wśród jego kolegów byli przyszli reżyserzy Martin Hollý i Peter Solan, który po ukończeniu studiów pracował w studio filmowym Koliba w Bratysławie.
Uher początkowo zajmował się filmami niższej kategorii. Pierwszym filmem pełnometrażowym, który wyreżyserował było My z deviatej A (1962), który opowiada historię 15-letnich uczniów. Jego drugim filmem było Słońce w sieci (Slnko v sieti).
Współpracując z tym samym scenarzystą Alfonzem Bednarem i operatorem kamery Stanislavem Szomolanyi (profesorem kinematografii Uniwersytety Sztuk Scenicznych) stworzył jeszcze dwa filmu: Organ (1964) i Tri dcéry (1967).
Muzykę ze Słońca w sieci stworzył kompozytor Mieczysław Zeljenka, który również pracował z Uherem przy My z deviatej A, a następnie przy sześciu kolejnych filmach.
Ostatnim filmem duetu Uher-Szomolanyi jest Pasła konie na betonie (Pásla kone na betone, 1982). Film jest najpopularniejszą produkcją na Słowacji od 2000. Na 13. Moskiewskim Międzynarodowym Festiwalu Filmowym zdobył Srebrną Nagrodę.

## Filmografia

### Reżyseria
- Ucitelka (1955)
- Stredoeurópský pohár (1955)
- Cesta nad oblaky (1955)
- Ludia pod Vihorlatom (1956)
- Tu krácajú tragédie (1957)
- Niekedy v novembri (1958)
- Lodníci bez mora (1958)
- Bolo raz priatelstvo (1958)
- Poznacení tmou (1959)
- Ocami kamery (1959)
- My z deviatej A (1961)
- Slnko v sieti (Słońce w sieci, 1962)
- Varhany (1964)
- Organ (Organy, 1965)
- Panna zázracnica (Panna cudotwórczyni, 1966)
- Tri dcéry (1967)
- Génius (1970)
- Keby som mal pusku (Gdybym miał karabin, 1971)
- Dolina (Osaczeni w dolinie, 1973)
- Javor a Juliana (1973)
- Veľká noc a veľky den (Wielka noc i wielki dzień, 1974)
- Studené podnebie (1974, TV)
- Keby som mal dievca (Gdybył miał dziewczynę, 1976)
- Zlaté casy (1978)
- Penelopa (1978)
- Kamarátky (1979)
- Moje kone vrané (1980, TV, miniserial)
- Kosenie jastrabej luky (1981)
- Pásla kone na betóne (Pasła konie na betonie, 1982)
- Siesta veta (Szóste zdanie, 1986)
- Správca skanzenu (1988)

### Scenariusz
- Dolina (1973)
- Pásla kone na betóne (1982)
- Siesta veta (1986)